# Une femme de confiance
 (janvier 2024).
 (janvier 2024).
La mise en forme du texte ne suit pas les recommandations de Wikipédia : il faut le « wikifier ».
Les points d'amélioration suivants sont les cas les plus fréquents :
- Les titres sont pré-formatés par le logiciel. Ils ne sont ni en capitales, ni en gras.
- Le texte ne doit pas être écrit en capitales (les noms de famille non plus), ni en gras, ni en italique, ni en « petit »…
- Le gras n'est utilisé que pour surligner le titre de l'article dans l'introduction, une seule fois.
- L'italique est rarement utilisé : mots en langue étrangère, titres d'œuvres, noms de bateaux, etc.
- Les citations ne sont pas en italique mais en corps de texte normal. Elles sont entourées par des guillemets français : « et ».
- Les listes à puces sont à éviter, des paragraphes rédigés étant largement préférés. Les tableaux sont à réserver à la présentation de données structurées (résultats, etc.).
- Les appels de note de bas de page (petits chiffres en exposant, introduits par l'outil «  Source ») sont à placer entre la fin de phrase et le point final[comme ça].
- Les liens internes (vers d'autres articles de Wikipédia) sont à choisir avec parcimonie. Créez des liens vers des articles approfondissant le sujet. Les termes génériques sans rapport avec le sujet sont à éviter, ainsi que les répétitions de liens vers un même terme.
- Les liens externes sont à placer uniquement dans une section « Liens externes », à la fin de l'article. Ces liens sont à choisir avec parcimonie suivant les règles définies. Si un lien sert de source à l'article, son insertion dans le texte est à faire par les notes de bas de page.
- La présentation des références doit suivre les conventions bibliographiques. Il est recommandé d'utiliser les modèles {{Ouvrage}}, {{Chapitre}}, {{Article}}, {{Lien web}} et/ou {{Bibliographie}}. Le mode d'édition visuel peut mettre en forme automatiquement les références.
- Insérer une infobox (cadre d'informations à droite) n'est pas obligatoire pour parachever la mise en page.

Pour une aide détaillée, merci de consulter Aide:Wikification.
Si vous pensez que ces points ont été résolus, vous pouvez retirer ce bandeau et améliorer la mise en forme d'un autre article.
 (janvier 2024).
Une femme de confiance (Appropriate Adult) est un téléfilm britannique en deux parties réalisé par Julian Jarrold, et qui est inspiré d'une histoire vraie, celle du tueur en série Fred West. Il est diffusé en Grande-Bretagne sur ITV les 4 et 11 septembre 2011. En France, il est disponible sur la chaîne Arte en ligne du 12 janvier 2024 au 17 février suivant, et à la télévision le 19 janvier 2024.

## Synopsis
En 1994, une travailleuse sociale, Janet Leach, est convoquée par la police de Gloucester pour participer aux interrogatoires de Fred West, un homme soupçonné de meurtre. Elle y assure la fonction de « personne de confiance » (appropriate adult en anglais, personne référente chargée d'assister un suspect pouvant présenter des difficultés cognitives). Les interrogatoires se succèdent et révèlent progressivement l'horreur : West est en réalité un tueur en série qui a assassiné et démembré plusieurs femmes — y compris sa propre fille — avant de les enterrer dans son jardin ou dans sa cave.
Contrainte d'assister également aux éprouvantes investigations au domicile de West, Janet, malgré la difficulté à communiquer avec cet homme à la fois manipulateur et glaçant, parvient à gagner sa confiance et à l'aider à avouer certains de ses crimes. Rapidement, la relation perverse qu'il entretient avec son épouse Rose (Rosemary Letts épouse West, interprétée par Monica Dolan), prend une place centrale au sein de l'enquête. Alors qu'il apparaît que Rose a au moins participé aux meurtres, sinon aux tortures infligées aux victimes et aux sévices post-mortem, Janet s'investit de plus en plus auprès de Fred West. Leur relation n'est pas sans conséquence dans le foyer de Janet.

## Production
Réalisé par Julian Jarrold et écrit par Neil McKay, le film est produit par Jeff Pope, qui déclare achever avec lui un triptyque où figurent deux autres productions, The Hunt for the Yorkshire Ripper (2000), une mini-série en quatre épisodes inspirée de la vie du tueur en série Peter Sutcliffe, et See No Evil : The Moors Murders (2006), un docu-fiction en deux parties consacré aux Meurtres de la lande.
Pour Jeff Pope, l'un des intérêts du film est de montrer à quel point un tueur en série peut être éloigné de l'image que le grand public peut s'en faire : Fred West était « rondouillard, apparemment jovial. Il semblait être l'antithèse de ce que nous pensons être un tueur en série. Cela m'a intrigué ».
Le film montre aussi comment une personne impréparée peut se retrouver au bord de l'abîme par sa fréquentation involontaire d'un tueur en série : « Le truc avec Janet, c'est qu'elle était... nous. C'était une mère normale de cinq enfants. Tout ce qu'on lui dit lors du premier entretien, c'est : vous vous présenterez comme une “personne de confiance” à un homme de 52 ans ayant des difficultés d'apprentissage. Puis elle subit toute l'horrible procédure ».
Pope ajoute que « ce genre d'histoires ne m'intéresse pas pour des raisons macabres, mais si vous avez une passion pour le théâtre, ce qui est mon cas, alors vous recherchez des comportements extrêmes. Et c'est dans ce genre d'histoires qu'on les trouve ». Il précise également que « d'un point de vue économique, les dramatiques uniques ne sont pas rentables. ITV les produit parce qu'elle veut être perçue comme une chaîne qui s'attaque à ce genre de problèmes. Appropriate Adult est l'un des derniers feux de la radiodiffusion de service public. La BBC transmet des émissions qui ne sont pas nécessairement populaires mais qui sont en quelque sorte 'bonnes pour la santé' et je pense qu'ITV fait de même. ».

## Interprétation de Dominic West
La ressemblance de Dominic West avec Fred West — son homonyme —, ainsi que le jeu de l'acteur, ont été relevés par Mae West, la fille survivante du tueur en série, qui considère que l'acteur parvient à être habité de « son essence maléfique » et à reproduire « son caractère, ses manières, même sa démarche ».
La véritable Janet Leach, qui a participé au tournage, a dit ensuite qu'il lui avait été difficile d'approcher Dominic West sur le plateau, tant son jeu la ramenait dix-sept ans en arrière, lorsqu'elle travaillait auprès de Fred West.
Dominic West a reçu le BAFTA du meilleur acteur pour ce rôle lors de la 59e cérémonie des British Academy Television Awards.

## Fiche technique
- Titre original : Appropriate Adult
- Réalisation :  Julian Jarrold
- Scénario : Neil McKay
- Musique : Dan Jones
- Directeur de la photographie : Tony Slater Ling
- Producteur : Jeff Pope
- Société de production : ITV
- Pays de production :  Royaume-Uni
- Genre : drame
- Durée : 120 minutes
- Première diffusion :  Royaume-Uni 4 septembre 2011
 France 12 janvier 2024

## Distribution
- Dominic West : Fred West
- Emily Watson : Janet Leach
- Monica Dolan : Rosemary West
- Robert Glenister : commissaire John Bennett
- Sylvestra Le Touzel : inspecteur Hazel Savage
- Samuel Roukin : Darren Law
- Anthony Flanagan : Mike
- Stanley Townsend (en) : Syd Young
- Gerard Horan : Howard Ogden
- Seline Hizli : Mae West
- James McArdle : Stephen West
- Rupert Simonian : Josh Leach

## Récompenses
- British Academy Television Awards : prix de la meilleure actrice pour Emily Watson et du meilleur acteur pour Dominic West. Prix du meilleur second rôle pour Monica Dolan et prix du meilleur espoir masculin pour Kwadjo Dajan.
- Royal Television Society Programme Awards : prix de la meilleure actrice pour Emily Watson et du meilleur acteur pour Dominic West.
- Royal Television Society Craft & Design Awards : deux prix techniques.